# Коротка історія зеленої планети
«Коротка історія зеленої планети» (ісп. Breve historia del planeta verde) — копродукційний драматичний фільм 2019 року, поставлений аргентинський режисером Сантьяго Лосою. Світова прем'єра відбулася 11 лютого 2019 року на 69-му Берлінському міжнародному кінофестивалі, де фільм брав участь у програмі «Панорама» та був відзначений премією «Тедді» за найкращий ігровий фільм ЛГБТ-тематики .

## Сюжет
У центрі сюжету фільму — Таня, трансгендерна дівчина, яка виступає в нічних клубах Буенос-Айреса, Педро, молодий танцюрист і офіціантка Даніела. Коли Таня отримує звістку про те, що її бабуся померла, вона разом з Педро і Даніелою повертається в їхнє рідне місто, щоб подбати про будинок, який бабуся заповіла Тані. Тут Таня дізнається, що в останні роки життя бабця жила в компанії з прибульцем. Вона попросила Таню повернути істоту туди, де вона вперше з'явилося. Таня, Педро і Даніела вирушають на пошуки цього невідомого місця. Але коли Таня починає почувати себе недобре, і їхня подорож стає важкою, друзям доведеться заглянути собі всередину, аби здолати свої страхи й довести, що їхня дружба непідвладна часу.

## У ролях
| • Роміна Ескобар      | … | Таня    |
| • Паула Грінспан      | … | Даніела |
| • Луїс Сода           | … | Педро   |
| • Ельвіра Онетто      | … |         |
| • Анабелла Басіхалупо | … |         |
| • Лео Кілдаре Лубек   | … |         |
| • Пабло Кура          | … |         |

## Знімальна група
- Автор сценарію — Сантьяго Лоса
- Режисер-постановник — Сантьяго Лоса
- Продюсер — Констанцса Санс Паласіос
- Виконавчі продюсери — Констанцса Санс Паласіос, Луана Мелгасу
- Асоційовані продюсери — Дієго Дубковський, Едуардо Креспо
- Співпродюсери — Паоло Карвальйо, Гудула Майнцольт, Давид Матаморос, Луана Мелгасу, Анхелес Ернандес
- Оператор — Едуардо Креспо
- Композитор — Дієго Вайнер
- Монтаж — Лолі Моріконі, Іаір Аттіас
- Художник-постановник — Фернанда Шалі
- Художник-костюмер — Вікторія Лучино

## Нагороди та номінації
| Список нагород та номінацій                | Список нагород та номінацій | Список нагород та номінацій       | Список нагород та номінацій     | Список нагород та номінацій | Список нагород та номінацій |
| Кінофестиваль/Кінопремія                   | Рік                         | Категорія                         | Номінант(и)                     | Результат                   | Дж                          |
| ------------------------------------------ | --------------------------- | --------------------------------- | ------------------------------- | --------------------------- | --------------------------- |
| 69-й Берлінський міжнародний кінофестиваль | 2019                        | Приз «Тедді»                      | Коротка історія зеленої планети | Перемога                    | [ 3 ]                       |
| 69-й Берлінський міжнародний кінофестиваль | 2019                        | Приз «Тедді» від читачів Queer.de | Коротка історія зеленої планети | Перемога                    | [ 3 ]                       |